# Indochinese papegaaiduif
De Indochinese papegaaiduif (Treron phayrei) is een vogel uit de familie Columbidae (duiven). De soort is genoemd naar de Britse militair Arthur Purves Phayre (1812-1885).

## Verspreiding en leefgebied
Deze soort komt voor in zuidoostelijk Azië en zuidelijk China en telt twee ondersoorten:
- T. p. conoveri: Nepal.
- T. p. phayrei: van noordoostelijk India via Myanmar tot zuidwestelijk China en zuidelijk Indochina.

## Externe link

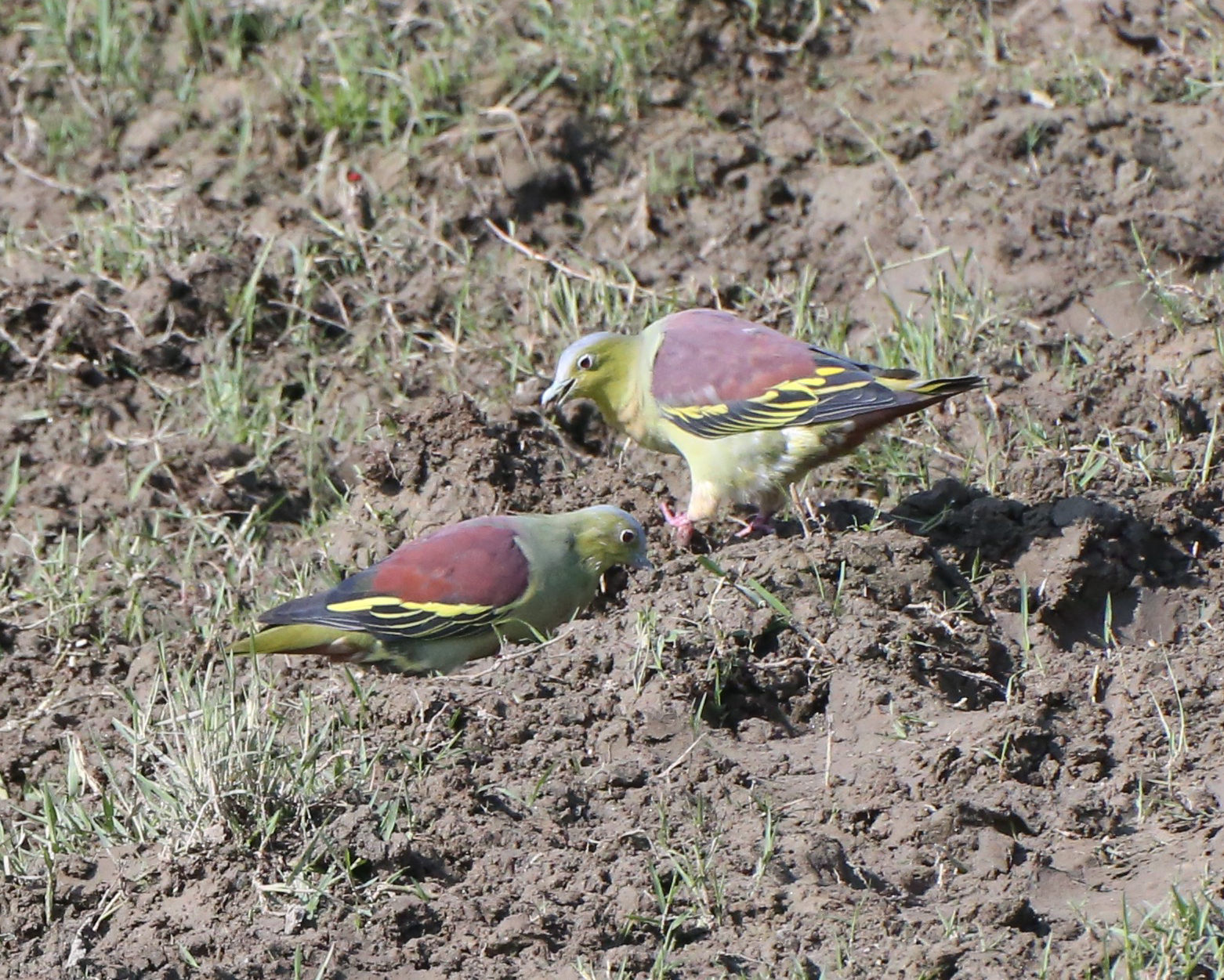